# Triplectides varius
Triplectides varius är en nattsländeart som beskrevs av Kimmins in Mosely och Douglas E. Kimmins 1953. Triplectides varius ingår i släktet Triplectides och familjen långhornssländor. Inga underarter finns listade i Catalogue of Life.